# ولفوکس
ولفوکس (به فرانسوی: Vellefaux) یک کمون در فرانسه است که در Canton of Montbozon واقع شده‌است.

## خصوصیات
ولفوکس ۱۰٫۰۲ کیلومترمربع مساحت و ۴۸۹ نفر جمعیت دارد.